# Apex hulladéklerakó
Az Apex Hulladéklerakó (Apex Regional Landfill/Apex Transfer Station) egyike a világ legnagyobb hulladéklerakóinak.
Elhelyezkedése: 13550 N Hwy 93, Apex, Nevada
Alapítás éve: 1993
Mérete: 8,9 km² (2200 ár)
Tulajdonos: Republic Services, Inc.
Eddigi becsült szemétmennyiség: 3 824 814 tonna (2007)
Becsült napi szállítmány: 9000 és 15 000 tonna között (2007)
Szemét jellege: települési 
Újrahasznosítás: metángázból áramot termelnek